# World Poker Tour
O World Poker Tour (também abreviado por WPT) é uma série de campeonatos de pôquer que conta com a presença da maioria dos jogadores profissionais. Começou com o produtor de televisão Steven Lipscomb, que agora é CEO da WPT Enterprises (WPTE), uma empresa que controla o campeonato.

## Jogador do Ano
São distribuídos pontos para todos os eventos abertos, como segue:
- Ganhador: 1000 pontos
- Segundo lugar: 700 pontos
- Terceiro lugar: 600 pontos
- Quarto lugar: 500 pontos
- Quinto lugar: 400 pontos
- Sexto lugar: 300 pontos
- Sétimo lugar: 200 pontos

O prêmio de Jogador do Ano é dado para o melhor qualificado na temporada. Até agora os ganhadores foram:
| Temporada | Ano       | Jogador do Ano       | Vitórias |
| --------- | --------- | -------------------- | -------- |
| 1         | 2002-2003 | Howard Lederer       | 2        |
| 2         | 2003-2004 | Erick Lindgren       | 2        |
| 3         | 2004-2005 | Daniel Negreanu      | 2        |
| 4         | 2005-2006 | Gavin Smith          | 1        |
| 5         | 2006-2007 | J. C. Tran           | 1        |
| 6         | 2007-2008 | Jonathan Little      | 1        |
| 7         | 2008-2009 | Bertrand Grospellier | 1        |
| 8         | 2009-2010 | Faraz Jaka           | 0        |
| 9         | 2010-2011 | Andy Frankenberger   | 1        |
| 10        | 2011-2012 | Joe Serock           | 0        |
| 11        | 2012-2013 | Matthew Salsberg     | 1        |
| 12        | 2013-2014 | Mukul Pahuja         | 0        |
| 13        | 2014-2015 | Anthony Zinno        | 2        |
| 14        | 2015-2016 | Mike Shariati        | 1        |
| 15        | 2016-2017 | Benjamin Zamani      | 0        |
| 16        | 2017-2018 | Art Papazyan         | 2        |
| 17        | 2018-2019 | Erkut Yilmaz         | 2        |
| 18        | 2019-2021 | Brian Altman         | 1        |
| 19        | 2021      | Jake Ferro           | 1        |
| 20        | 2022      | Chad Eveslage        | 1        |
| 21        | 2023      | Bin Weng             | 2        |